# Haploglenius extensus
Haploglenius extensus är en insektsart som beskrevs av Banks 1924. Haploglenius extensus ingår i släktet Haploglenius och familjen fjärilsländor. Inga underarter finns listade i Catalogue of Life.